# Lucjan Böttcher
Lucjan Emil Böttcher (ur. 7 stycznia 1872 w Warszawie – zm. 29 maja 1937 we Lwowie) – polski matematyk zajmujący się teorią iteracji, układami dynamicznymi i równaniami funkcyjnymi. Zajmował się również mechaniką i dydaktyką matematyki, a także parapsychologią i spirytyzmem. Od jego nazwiska pochodzą eponimy twierdzenie Böttchera i równanie Böttchera.

## Życiorys
Urodzony w rodzinie polskiej wyznania ewangelicko-augsburskiego, uczęszczał do szkół prywatnych w Warszawie. W roku 1893  zdał maturę w gimnazjum klasycznym w Łomży i wstąpił na  wydział matematyczno-przyrodniczy Uniwersytetu Warszawskego (wówczas z rosyjskim jako językiem wykładowym). W roku 1894 (w stulecie insurekcji kościuszkowskiej) został usunięty z uczelni za udział w manifestacji patriotycznej na cześć Jana Kilińskiego.
Po tym wydarzeniu przeniósł się do Lwowa, gdzie studiował na wydziale budowy maszyn Politechniki Lwowskiej, uzyskując tak zwany pół-dyplom w roku 1897. W tym samym roku udał się do  Lipska w celu kontynuowania studiów matematycznych. Tam doktoryzował się w roku 1898 na podstawie dysertacji Beiträge zu der Theorie der Iterationsrechnung napisanej pod kierunkiem Sophusa Liego. Lie doceniał inteligencję i wiedzę Böttchera oraz jego niezależność jako badacza. Z doktoratem Böttcher powrócił do Lwowa, gdzie od 1901 roku wykładał  matematykę dla inżynierow oraz mechanikę na Politechnice Lwowskiej. W roku 1911 otrzymał venia legendi na Politechnice Lwowskiej, lecz jego cztery próby uzyskania habilitacji na Uniwersytecie Lwowskim (podjęte w latach 1901-1919) nie przyniosły skutku. W dalszym ciągu wykładał na Politechnice, angażując się również w działalność Polskiego Towarzystwa Matematycznego jako jeden z pierwszych jego członków. Na emeryturę  przeszedł w 1935 roku.

## Wybrane publikacje
Böttcher opublikował 19 prac naukowych z dziedziny matematyki i prawie tyle samo z mechaniki, logiki i  dydaktyki matematyki. Pisał i wydawał również skrypty akademickie, podręczniki dla szkół średnich oraz broszury na tematy spirytyzmu i parapsychologii. Najważniejsze jego prace to:
- Beiträge zu der Theorie der Iterationsrechnung, Oswald Schmidt, Leipzig, ss. 78, 1898 (praca doktorska).
- Zasady rachunku iteracyjnego (część pierwsza i część druga), Prace Matematyczno Fizyczne, t. X (1899 1900), ss. 65–86, 86-101.
- Zasady rachunku iteracyjnego (część III), Prace Matematyczno Fizyczne, t. XII(1901), ss. 95–111.
- Zasady rachunku iteracyjnego (część III, dokończenie), Prace Matematyczno Fizyczne, t. XIII(1902), ss. 353–371.
- Главнѣӣшіе законы сходимости итөрацій и приложеніе ихъ къ анализу, Bulletin de la Societe Physico-Mathematique de Kasan, tome XIII (1, 1903), s. 137, XIV (2, 1904), ss. 155–200, XIV (3, 1904), ss. 201–234.

## Główne osiągnięcia
Matematyczne zainteresowania Böttchera były dość odległe od zainteresowań współczesnych mu matematyków lwowskich. Ponadto jego publikacje zawierały wiele nieścisłości, co spowodowało, że spotkały się z negatywnym przyjęciem ze strony akademickiego środowiska Lwowa. Böttcher nie miał współpracowników, doktorantów ani bezpośrednich kontynuatorów. Jego dzieła uległy zapomnieniu. W 1920 roku Joseph Fels Ritt przypomniał  twierdzenie Böttchera o zachowaniu się funkcji holomorficznej w otoczeniu punktu superprzyciągajacego, jednocześnie dowodząc go w pełni w oparciu o idee naszkicowane przez Böttchera.  
W twierdzeniu Böttchera zostało wprowadzone i rozwiązane równanie Böttchera. Przez wiele lat był to jedyny powszechnie znany wynik Böttchera. Jego dorobek jest jednak znacznie bogatszy: Böttcher zapoczątkował badania nad globalną dynamiką odwzorowań holomorficznych, rozważając zbieżność iterat takich odwzorowań oraz związany z tym podział sfery Riemanna na „obszary zbieżności” i „części chaotyczne”.  W  jego pracach można znaleźć  wiele częściowych rezultatów dotyczących zbieżności iterat i własności indukowanych podzbiorów sfery. 20 lat po Böttcherze, niezależnie od niego, problematykę tę  rozwinęli Pierre Fatou i Gaston Julia przy  użyciu pojęcia rodziny normalnej funkcji holomorficznych, tworząc podstawy dynamiki holomorficznej jako odrębnej dyscypliny matematycznej.
Böttcher również podał przykłady odwzorowań  wymiernych o chaotycznym zachowaniu na całej sferze, które skonstruował za pomocą funkcji eliptycznych.  Dziś znane są one pod nazwą „przykłady Lattésa”, ponieważ podobne przykłady skonstruował Samuel Lattés – 20 lat później i niezależnie od Böttchera.

## Dalsze informacje
- D. S. Alexander, A history of complex dynamics. From Schröder to Fatou and Julia. Aspects of Mathematics 24. Friedr. Vieweg & Sohn, Braunschweig (1994).
- D. S. Alexander, F. Iavernaro, A. Rosa, Early days in complex dynamics. A history of complex dynamics in one variable during 1906-1942. History of Mathematics, 38.  American Mathematical Society, Providence, RI;  London Mathematical Society, London (2012).
- S. Domoradzki, Mathematics in Lwòw before the Lwów Mathematical School. W:  M. Bečvařova, C. Binder, (edytorzy): Mathematics in the Austrian-Hungarian Empire, ss. 55-73,  Matfyzpress, Praha (2010).
- S. Domoradzki, The growth of mathematical culture in the Lvov area in the Autonomy Period (1870-1920). History of Mathematics, 47,  Matfyzpress, Praha (2011)
- A. E. Eremenko, M. Yu. Lyubich, Динамика аналитических трансформаций [The dynamics of analytic transformations]. Algebra i Analiz 1 (3), ss. 1-70 (1989) (tłum. na angielski: Leningrad Math. J. 1 (3), 1990, ss. 563-634).
- Stachelski Marcin, Łucjan Emil Böttcher, Matematyk na tropie duchów (cz. I), [w:] "Czwarty Wymiar" 2016, nr 7, s. 18-22; (cz. 2.) [w:] "Czwarty Wymiar" 2016, nr 8, s. 34-40.
- M. Stawiska, Lucjan Emil Böttcher-- the Polish pioneer of holomorphic dynamics (preprint), 11 ss.